# Ibembo
Ibembo ist ein Dorf am Fluss Itimbiri in der Provinz Tshopo der Demokratischen Republik Kongo.

## Geschichte
Ibembo gehörte zu den Kolonialstationen, die im April 1890 von einer belgischen Expedition unter der Leitung von Léon Roget gegründet wurden. Joseph Duvivier wurde mit der Leitung betraut. Später wurde Ibembo durch die inzwischen stillgelegte 600-mm-Schmalspurbahn Vicicongo mit Bumba und Djabir verbunden (Bahnhof in Aketi). Die Bahn wurde von der Société des Chemins de Fer Vicinaux du Congo gebaut und war Teil der historischen Uelle-Bahnen.
Jacques Mbali, Bischof von Buta, wurde laut Jean Omasombo Tshonda 1921 in Ibembo geboren.